# Gañote
El gañote es un dulce típico de diversas poblaciones de Andalucía. Se elaboran especialmente durante la Semana Santa. En otro sentido el gañote es lo que está entre la barbilla y el cocote.

## Descripción
Los gañotes se preparan con huevo, harina, canela, azúcar, ralladura de limón, aceite de oliva y ajonjolí. Se enrollan en una caña y se fríen, lo que confiere a este dulce una forma muy particular de espiral.